# Ляшенко Олена Анатоліївна
Олéна Анатóліївна Ля́шенко (нар. 9 серпня 1976, Київ, Українська РСР, СРСР) — українська фігуристка, що виступала в жіночому одиночному катанні. Семиразова (1996, 1998, 1999, 2001, 2003, 2005, 2006), чемпіонка та срібна призерка (1994, 1995, 1997, 2000, 2002) Чемпіонату України. Срібна (2004) та бронзова (1995, 2005) призерка Чемпіонату Європи. Чотириразова учасниця (1994, 1998, 2002, 2006) Олімпійських ігор.

## Біографія
Народилася 9 серпня 1976 року в Києві. Фігурним катанням почала займатись з 1980 року.
У 2005 році вийшла заміж за Андрія Єфременка, брата чоловіка фігуристки Галини Єфременко. Має трьох синів — Мирона, Гордія та Платона.
У 2013 році переїхала з родиною у Прагу, Чехія, оскільки чоловіку запропонували там роботу. Працює тренеркою з фігурного катання.

## Спортивна кар'єра

### Сезон 1993—1994
У 1993 році посіла десяте місце на Чемпіонаті світу серед юніорів у Сеулі, Південна Корея. У 1993 році Ляшенко посіла 11 місце на Skate Canada, а у 1994 році стала срібною призеркою Чемпіонату України. У січні 1994 року вона посіла 19 місце на Чемпіонаті Європи в Копенгагені, Данія. У лютому вона пройшла кваліфікацію для довільної програми на своїх перших Зимових Олімпійських іграх і фінішувала 19-ю в Ліллегаммері, Норвегія. Вона завершила свій сезон 1993—1994 у березні, посівши 6 місце на Чемпіонаті світу 1994 року в Тібі, Японія.

### Сезон 1994—1995
У сезоні 1994—1995 років Ляшенко виграла срібло на Nations Cup 1994 року в Німеччині та знову стала срібною призеркою Чемпіонату України. Вона виграла бронзову медаль Чемпіонату Європи 1995 року в Дортмунді. Фігуристка фінішувала дев'ятою на Чемпіонаті світу 1995 року в Бірмінгемі після шостого місця в короткій програмі та десятого у довільній.

### Сезон 1995—1996
У сезоні 1995—1996 Ляшенко брала участь у серії Гран-прі, виступаючи на Skate America та Skate Canada, де посіла 7 і 8 місця. Того ж сезону виграла свій перший титул Чемпіонки України та посіла друге місце на Skate Israel. Виступаючи на Чемпіонаті Європи стала четвертою в загальному заліку, на Чемпіонаті світу — дванадцятою.

### Сезон 1996—1997
Здобула бронзову медаль на Skate Israel та посіла дев'яте місце на Skate Canada. Стала шостою на Nations Cup, п'ятою на Чемпіонаті Європи та срібною призеркою Чемпіонату України.

### Сезон 1997—1998
Посіла третє місце на Nations Cup та восьме місце на NHK Trophy. На Чемпіонаті Європи посіла четверте місце, на Чемпіонаті світу — сьоме. Вдруге стала чемпіонкою України. У 1998 році виступала на Зимових Олімпійських іграх, де посіла дев'яте місце.

### Сезон 1998—1999
Стала четвертою як на NHK Trophy, так і на французькому етапі Гран-прі. Перемогла на Skate Canada та Чемпіонаті України. Пройшла у Фінал Гран-прі та посіла на ньому шосте місце. На Чемпіонаті Європи стала сьомою, на Чемпіонаті світу — восьмою.

### Сезон 1999—2000
На NHK Trophy посіла четверте місце, на Nations Cup здобула срібну медаль. Відібралася до Фіналу Гран-прі і посіла п'яте місце. Знову стала срібною призеркою Чемпіонату України. На Чемпіонаті Європи посіла п'яте місце, на Чемпіонаті світу — десяте.

### Сезон 2000—2001
Посіла шосте місце на Cup of Russia та виграла срібло на Finlandia Trophy. На Nations Cup стала четвертою. На Чемпіонаті України Ляшенко виграла третю золоту медаль. На Чемпіонаті Європи стала четвертою, а на Чемпіонаті світу — восьмою.

### Сезон 2001—2002
Ляшенко виграла бронзову медаль на NHK Trophy та стала п'ятою на Goodwill Games. Вона знову фінішувала шостою на Cup of Russia. Чемпіонат України 2002 закінчився для Ляшенко шостою срібною медаллю. На Чемпіонаті Європи посіла дев'яте місце, на Чемпіонаті світу — шосте. На Олімпійських іграх в Солт-Лейк-Сіті фінішувала чотирнадцятою.

### Сезон 2002—2003
Фігуристка посіла шосте місце на Nations Cup та четверте місце на французькому етапі Гран-прі. Також виграла бронзову медаль Skate America. Пройшовши до Фіналу Гран-прі, Ляшенко фінішувала п'ятою. Такий же результат показала і на Чемпіонаті Європи. На Чемпіонаті світу стала сьомою. Уп'яте стала чемпіонкою України.

### Сезон 2003—2004
Ляшенко перемогла як на Cup of Russia, так і на Cup of China. На NHK Trophy виграла срібну медаль. З успішним результатом вона кваліфікувалася до Фіналу Гран-прі, де посіла четверте місце. Чемпіонат Європи 2004 року приніс фігуристці срібну медаль, тоді як на Чемпіонаті світу вона стала одинадцятою.

### Сезон 2004—2005
Як на NHK Trophy, так і на Skate America фінішувала шостою. Ушосте стала чемпіонкою України. На Чемпіонаті Європи 2005 року спортсменка вперше за десять років, після чемпіонату 1995 року здобула бронзову медаль. На Чемпіонаті світу посіла десяте місце.

### Сезон 2005—2006
На NHK Trophy виграла свою третю бронзову медаль. Фінішувала четвертою на Cup of China. Виграла свою сьому медаль Чемпіонату України. З Чемпіонату Європи 2006 року знялася, проте вирішила взяти участь в Олімпійських іграх. На Олімпіаді 2006 року в Турині посіла 17 місце.
Після сезону 2005—2006 завершила спортивну кар'єру, зокрема через загострення травми спини. Після завершення вона працювала тренекою з фігурного катання в Києві, а пізніше в Чехії.

## Техніка
Відрізнялася гарною технікою виконання зубцевих стрибків (лутц, фліп і тулуп), у той же час реберні стрибки (сальхов і ритбергер) були проблемними. В останні роки Ляшенко вдалося підвищити результати завдяки виконанню в довільній програмі по два рази дорогих потрійних лутця та фліпа, при цьому бувши єдиною учасницею, яка взагалі не виконувала ритбергер.
Фахівці та шанувальники фігурного катання визначають стиль катання Олени Ляшенко як взірець «найбільш яскраво вираженого жіночного катання».

## Спортивні досягнення
| Міжнародні                                     | Міжнародні | Міжнародні | Міжнародні | Міжнародні | Міжнародні | Міжнародні | Міжнародні | Міжнародні | Міжнародні | Міжнародні | Міжнародні | Міжнародні | Міжнародні | Міжнародні |
| Змагання                                       | 92/93      | 93/94      | 94/95      | 95/96      | 96/97      | 97/98      | 98/99      | 99/00      | 00/01      | 01/02      | 02/03      | 03/04      | 04/05      | 05/06      |
| ---------------------------------------------- | ---------- | ---------- | ---------- | ---------- | ---------- | ---------- | ---------- | ---------- | ---------- | ---------- | ---------- | ---------- | ---------- | ---------- |
| Олімпійські ігри                               |            | 19         |            |            |            | 9          |            |            |            | 14         |            |            |            | 17         |
| Чемпіонат світу                                |            | 6          | 9          | 12         |            | 7          | 8          | 10         | 8          | 6          | 7          | 11         | 10         |            |
| Чемпіонат Європи                               |            | 19         | 3          | 4          | 5          | 4          | 7          | 5          | 4          | 9          | 5          | 2          | 3          | WD         |
| Фінал Гран-прі                                 |            |            |            |            |            |            | 6          | 5          |            |            | 5          | 4          |            |            |
| Cup of China                                   |            |            |            |            |            |            |            |            |            |            |            | 1          |            | 4          |
| Cup of Russia                                  |            |            |            |            |            |            |            |            | 6          | 6          |            | 1          |            |            |
| Trophée Eric Bompard                           |            |            |            |            |            |            | 4          |            |            |            | 4          |            |            |            |
| Nations Cup                                    |            |            | 2          |            | 6          | 3          |            | 2          | 4          |            | 6          |            |            |            |
| NHK Trophy                                     |            |            |            |            |            | 8          | 4          | 4          |            | 3          |            | 2          | 6          | 3          |
| Skate America                                  |            |            |            | 7          |            |            |            |            |            |            | 3          |            | 6          |            |
| Skate Canada                                   |            | 11         |            | 8          | 9          |            | 1          |            |            |            |            |            |            |            |
| Goodwill Games                                 |            |            |            |            |            |            |            |            |            | 5          |            |            |            |            |
| Finlandia Trophy                               |            |            |            |            |            |            |            |            | 2          |            |            |            |            |            |
| Skate Israel                                   |            |            |            | 2          | 3          |            |            |            |            |            |            |            |            |            |
| Ukrainian Souvenir                             |            | 3          |            | 1          |            |            |            |            |            |            |            |            |            |            |
| Міжнародні юніорські                           |            |            |            |            |            |            |            |            |            |            |            |            |            |            |
| Чемпіонат світу серед юніорів                  | 10         |            |            |            |            |            |            |            |            |            |            |            |            |            |
| Європейський молодіжний олімпійський фестиваль | 2          |            |            |            |            |            |            |            |            |            |            |            |            |            |
| Ukrainian Souvenir                             | 2          |            |            |            |            |            |            |            |            |            |            |            |            |            |
| Національні                                    |            |            |            |            |            |            |            |            |            |            |            |            |            |            |
| Чемпіонат України                              | 4          | 2          | 2          | 1          | 2          | 2          | 1          | 2          | 1          | 2          | 1          |            | 1          | 1          |
| WD: Знялася                                    |            |            |            |            |            |            |            |            |            |            |            |            |            |            |